# Сімона Арно
Сімона Арно (фр. Simone Arnaud; справжнє ім'я — Анна Копен-Альбанселлі; до шлюбу Анна Сімон де Лаж; 1850, Лімож — 20 липня 1901, Гаржилесс-Дамп'єрр) — французька письменниця: перекладачка, поетеса, драматургиня. Вважається авторкою нарису «Російські селянські поети» у французькому часописі «Revue Britannique — Revue Internationale» («Британський огляд — Міжнародний огляд», 1882, № 5).
Більшу частину статті авторка присвятила аналізові життя і творчості Тараса Шевченка, розглядала його як великого народного поета, який відображав життя і думи селянства. Мрією Шевченка, зазначено в нарисі, було визволення з-під влади царизму не тільки українського народу, але й усіх народів Російської імперії.